# Algyő
Algyő – wieś i gmina położona w południowej części Węgier, w powiecie Segedyn, wchodzącego w skład komitatu Csongrád.
W 2001 we wsi mieszkało 5326 osób. 98% mieszkańców było narodowości węgierskiej, a 2% było narodowości romskiej.